# Šok granata
Šok granata ili zvučna bomba je nesmrtonosna eksplozivna naprava koja se koristi za izazivanje privremene dezorijentacije neprijatelja. Prilikom detonacije granata proizvodi zasljepljujući bljesak svjetlosti i izuzetno glasan prasak. Često se koristi u borbama u gradskim područjima, protuterorističkome djelovanju, policijskim provalama i suzbijanju uličnih nereda i prosvjeda. Obično se koristi za omamljivanje neprijatelja ili njegovo odvraćanje. 
Šok granate prvi je put koristilo protuterorističko krilo Specijalne zračne službe Britanske vojske u kasnim sedamdesetima i od tada ih koriste policijske i vojne snage diljem svijeta. 
Unatoč svojoj nesmrtonosnoj prirodi, šok granate ipak mogu uzrokovati ozljede i raniti ili ubiti detonacijom u neposrednoj blizini, a mogu izazvati požar, posebice ako se detoniraju u zatvorenim prostorima.

## Učinci
Šok granate dizajnirane su za proizvodnju zasljepljujućega bljeska svjetlosti od oko 7 megakandela (Mcd) i jako glasan »prasak« intenziteta višeg od 170 decibela (dB).
Bljesak privremeno aktivira sve fotoreceptore u oku, zasljepljujući žrtvu na približno pet sekundi. Nakon toga, žrtve imaju poremećenu sliku okoline koja im narušava vid. Jačina detonacije također uzrokuje privremenu gluhoću kod žrtve i remeti raspodjelu tekućine u unutarnjem uhu uzrokujući tako gubitak ravnoteže.

## Sastav
Za razliku od fragmentirajuće granate, šok granate su konstruirane tako da kućište ostane cijelo tijekom detonacije i da se izbjegnu ozljede od gelera. Kučište ima velike kružne otvore koji propuštaju svjetlo i zvuk eksplozije. Naboj se sastoji od pirotehničke mješavine metala magnezija ili aluminija i oksidansa kao što je kalijev perklorat ili kalijev nitrat. 

## Opasnosti
Iako su šok granate dizajnirane kako bi ograničile ozljede tijekom detonacije, zabilježeni su slučajevi trajnoga gubitka sluha. Teže ozljede i smrtni slučajevi zabilježeni su vrlo rijetko, obično kada je granata eksplodirala u neposrednoj blizini žrtve ili zbog požara u prostoriji izazvana detonacijom. 
Požare koji su se dogodili tijekom opsade iranskoga veleposlanstva u Londonu 1980. izazvale su šok granate koje su došle u doticaj sa zapaljivim materijalima. 

## Vanjske poveznice
- FM 3-23.30 Granate i pirotehnička sredstva . GlobalSecurity.org, 1. rujna 2000. CH. 1, Sec. 10. "Ručne šok granate". Preuzeto 26. svibnja 2011.